# Michael Faraday
Michael Faraday   (Newington Butts, 22 de setembre de 1791 - Hampton Court, 25 d'agost de 1867) va ser un científic anglès (físic i químic) que va contribuir especialment en els camps de l'electroquímica i l'electromagnetisme.
Faraday va realitzar importants contribucions en el camp de l'electricitat. El 1821, després que el químic danès Oersted descobrís la relació entre corrents elèctrics i camps magnètics, Faraday va construir dos aparells per a produir el que va anomenar rotació electromagnètica, en realitat, un motor elèctric. Deu anys més tard, el 1831, va començar els seus més famosos experiments amb què va descobrir la inducció electromagnètica, experiments que encara avui dia són la base de la moderna tecnologia electromagnètica. Treballant amb l'electricitat estàtica, va demostrar que la càrrega elèctrica s'acumula a l'exterior dels conductors elèctrics carregats, amb independència del que pugui haver en el seu interior. Aquest efecte s'empra en el dispositiu denominat gàbia de Faraday.
Sota la direcció de Davy va realitzar les seves primeres investigacions en el camp de la química. Un estudi sobre el clor el va dur al descobriment de dos nous clorurs de carboni. També va descobrir el benzè; va investigar noves varietats de vidre òptic i va dur a terme amb èxit una sèrie d'experiments de liqüefacció de gasos comuns.
Va ser elegit com a membre de la Royal Society l'any 1824, nomenat director de laboratori l'any 1825; i el 1833 va accedir a la càtedra "John 'Mad Jack' Fuller" de Química com a càrrec vitalici, sense l'obligació d'impartir classes. Dos anys més tard li va ser concedida una pensió vitalícia de 300 lliures anuals.
En reconeixement de les seves importants contribucions, la unitat de capacitància elèctrica del SI es denomina Farad. També va existir una antiga unitat de càrrega elèctrica denominada faraday que va ser substituïda pel coulomb, un faraday era igual a la càrrega de càrrega de 6,02 x 1023 electrons (un mol d'electrons).

## Biografia

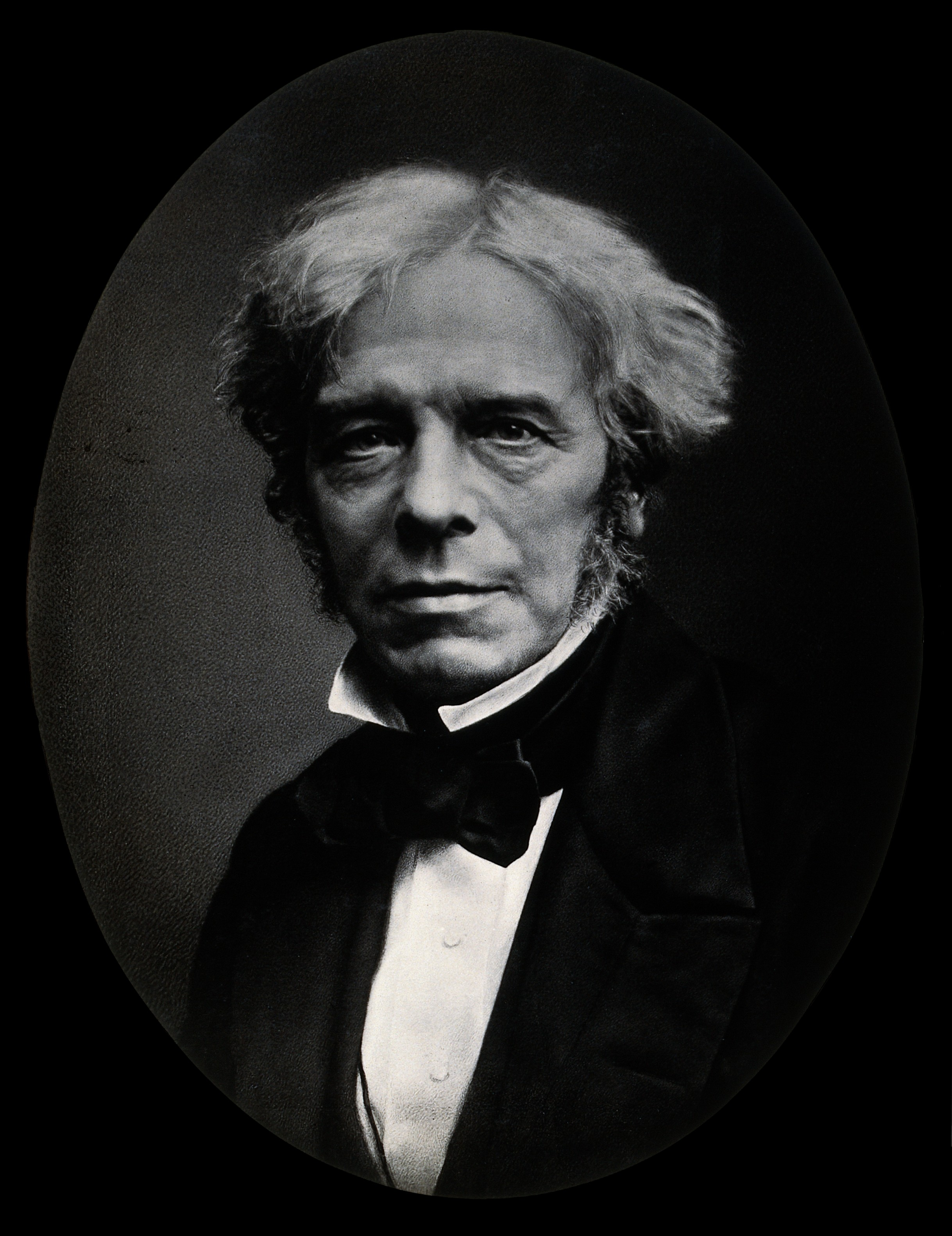
Fotografia de Michael Faraday, per Henry Dixon.

Faraday va nàixer a Newington Butts, actualment part del barri londinenc de Southwark; però que llavors era un barri de Surrey, una milla al sud del Pont de Londres. La seua era una família humil. Son pare, James, era membre de la branca glasita de l'església presbiteriana escocesa. James Faraday havia arribat a Londres al voltant de l'any 1790 procedent d'Outhgill, a Westmorland, on havia sigut el ferrer del poble. El jove Michael Faraday, un dels quatre fills, havent accedit només als ensenyaments bàsics, va ser un autodidacte. Als catorze anys va entrar com a aprenent del llibreter i enquadernador local George Riebau i, durant els set anys que hi va romandre, va llegir molts llibres, incloent-hi El desenvolupament de la ment d'Isaac Watts, els principis i suggeriments del qual va posar en pràctica. Va desenrotllar interès en la ciència, especialment en l'electricitat. En particular va sentir-se molt inspirat pel llibre Converses sobre Química, de Jane Marcet.
A l'edat de vint anys, l'any 1812, i en acabar el seu aprenentatge, Faraday va assistir a les classes de l'eminent químic anglès Humphry Davy, de la Royal Institution i la Royal Society, i a les de John Tatum, fundador de la City Philosophical Society. Sovint, l'entrada per a aquestes conferències li va ser proporcionada a Faraday per William Dance (un dels fundadors de la Royal Philharmonic Society). Posteriorment, Faraday trameté a Davy un llibre de tres-centes pàgines basat en les notes que havia pres en les classes. La resposta de Davy va ser immediata, amable i favorable. Quan Davy va danyar-se la vista en un accident amb triclorur de nitrogen, va decidir contractar Faraday com a secretari. Quan John Payne, un dels assistents de la Royal Institution, va ser despatxat, hom va encarregar a Sir Humphry Davy de trobar-ne un substitut. Davy va nomenar Faraday assistent químic de la Royal Institution l'1 de març de 1813.
En la classista societat britànica de l'època, Faraday no era considerat un cavaller. Quan Davy va fer un llarg viatge pel continent entre 1813 i 1815, el seu majordom no va voler acompanyar-lo. Faraday s'hi va sumar com a assistent científic de Davy, i se li va requerir fer de majordom fins que hom poguera trobar un substitut a París. De fet, Faraday va fer de majordom durant tot el viatge. La muller de Davy, Jane Apreece, no va voler tractar Faraday com un igual (el va fer viatjar fora del cotxe, menjar amb els criats, etc.) i el va fer sentir-se tan dissortat que fins i tot va plantejar-se tornar sol a Anglaterra i abandonar la ciència. No obstant això, el viatge li va permetre accedir a l'elit científica europea i a un munt d'idees estimulants.
Faraday va ser un cristià devot i membre del petit grup glasita, una branca de l'Església d'Escòcia. Posteriorment serviria dues vegades com a degà de l'església que aquest grup religiós tenia a Glovers Hall, Barbican, la qual posteriorment seria traslladada a Barnsbury, Islington.
Es va casar amb Sarah Barnard (1800-1879) el 2 de juny de 1821, i no van tenir fills. Es van conèixer quan assistien als oficis de l'església sandemaniana.

## Èxits científics

### Química

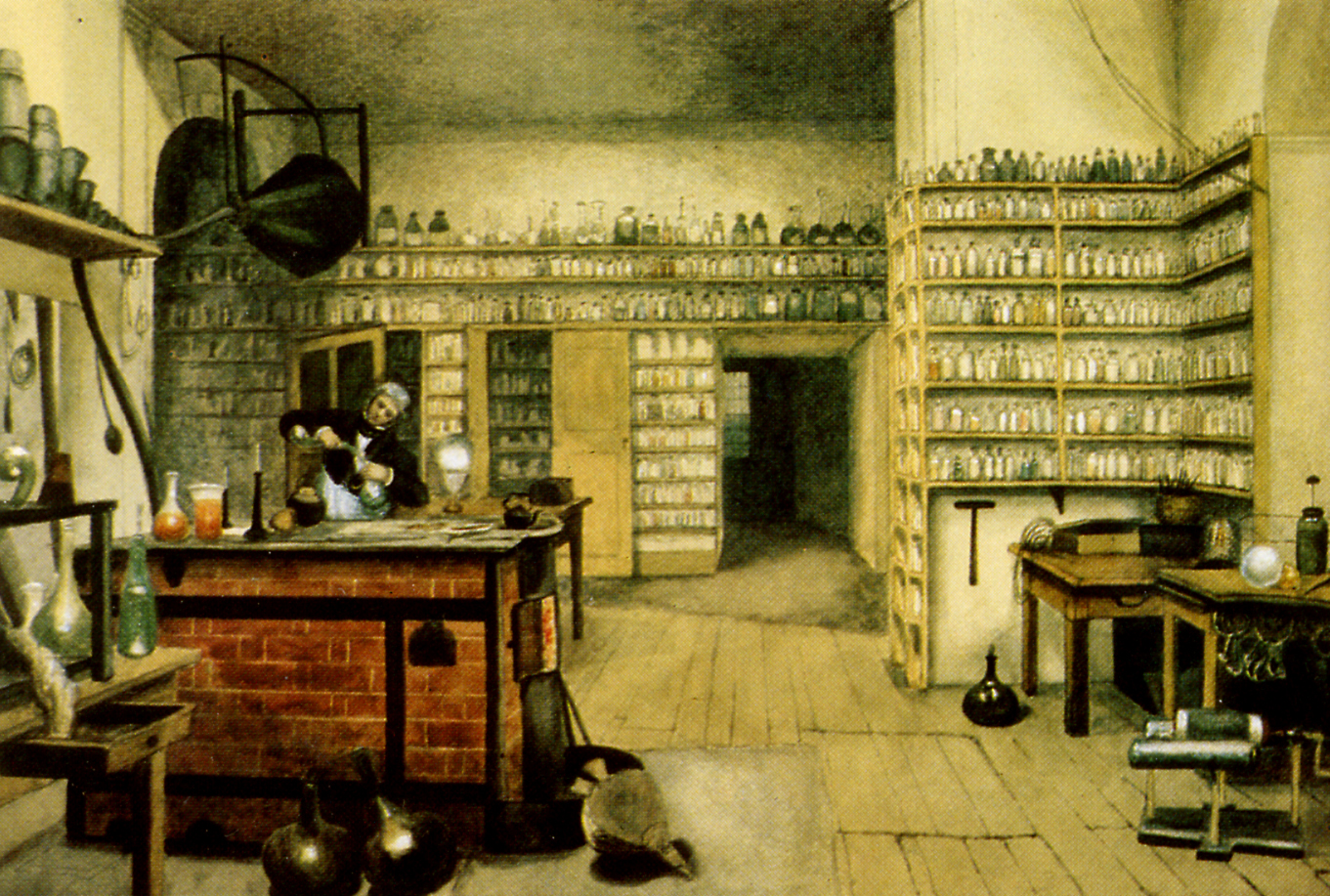
Michael Faraday al seu laboratori (dècada del 1850), obra de l'artista Harriet Jane Moore, qui documentà la vida de Faraday amb aquarel·les.

El primer treball de Faraday en química fou com a ajudant de Humphry Davy. Faraday va fer un estudi especial sobre el clor, i va descobrir dos nous clorurs de carboni. També va fer el primer esbós d'experiment sobre la difusió dels gasos, un fenomen que havia estat plantejat per John Dalton, i la importància física del qual seria completament posada de manifest arran dels estudis de Thomas Graham i Joseph Loschmidt. Va reeixir a liquar diversos gasos; va investigar sobre els aliatges de l'acer, i va produir diversos nous tipus de cristall per a usos en òptica. Un tipus d'aquests cristalls seria posteriorment de gran importància històrica, en ser utilitzat per Faraday per detectar la rotació del pla de polarització de la llum quan va ser introduït en un camp magnètic, i també com la primera substància que va ser repel·lida pels pols d'un imant. També va intentar, amb cert èxit, documentar els mètodes generals de química, en dos vessants: la dels estudis avançats i la de la divulgació popular.
Va inventar una forma primitiva del que seria anomenat bec Bunsen, que avui dia és utilitzat universalment en els laboratoris com a font de calor.
Treballà àmpliament en el camp químic: va descobrir diverses substàncies químiques, com ara el benzè (que ell anomenà bicarburet d'hidrogen), va inventar el sistema de nombres d'oxidació i va liquar gasos com ara el clor. L'any 1820 va aconseguir les primeres síntesis de compostos de carboni i clor, C₂Cl₆ i C₂Cl₄, i en publicà els resultats l'any següent. També va determinar la composició de l'hidrat del gas clor, que havia estat descobert per Humphry Davy l'any 1810.
Faraday també descobrí les lleis de l'electròlisi i va popularitzar molts termes avui dia comuns, com ara ànode, càtode, electrode i ió, que havien estat creats en la seua major part per William Whewell.
Va ser el primer a descriure el que després s'anomenarien nanopartícules metàl·liques. L'any 1847 va descobrir les propietats òptiques dels col·loides d'or, que difereien de les del metal sòlid. Aquesta va ser probablement la primera observació documentada dels efectes de la mida a nivell de quanta, i pot ser considerada com l'inici de la nanociència.

### Electricitat i magnetisme
Faraday és conegut sobretot pels seus treballs en electricitat i magnetisme. El primer experiment que en va documentar va ser la construcció d'una pila voltaica amb set monedes de mig penic, apilades amb set discos de làmina de zenc i sis peces de paper humitejat amb aigua salada. Amb aquesta pila va descompondre sulfat de magnesi (primera carta a Abbott, 12 de juliol de 1812).

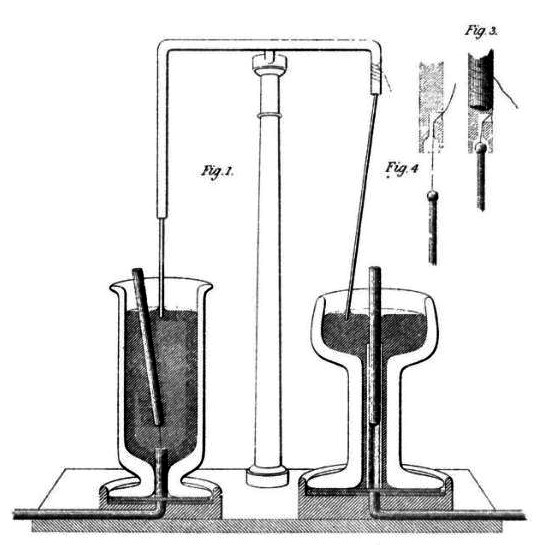
Experiment de Faraday sobre la rotació electromagnètica, ca. 1821

L'any 1821, poc després que el físic i químic danès Hans Christian Ørsted descobrira el fenomen de l'electromagnetisme, Davy i el científic britànic William Hyde Wollaston van intentar sense èxit dissenyar un motor elèctric. Faraday, qui havia discutit sobre la qüestió amb els dos col·legues, va construir dos dispositius per produir el que ell va anomenar rotació electromagnètica: un moviment circular continu causat per la força magnètica al voltant d'un filferro —un filferro submergit en un bany de mercuri on s'ha ficat un imant, rotarà al voltant de l'imant si hom l'alimenta amb corrent d'una bateria química. Aquest dispositiu va ser denominat motor homopolar. Aquests experiments i invencions són el fonament de la moderna tecnologia electromagnètica. Faraday va publicar els seus resultats sense esmentar el seu deute amb Wollaston i Davy, i la controvèrsia que se'n va derivar va fer que Faraday abandonara la recerca en el camp de l'electromagnetisme durant uns anys.
En aquest punt, fins i tot hi ha proves que suggereixen que Davy podia haver estat intentant entorpir l'ascens de Faraday com a científic (o «filòsof natural», com llavors es deia). L'any 1825, per exemple, Davy el va implicar en experiments amb cristalls òptics que van progressar durant sis anys sense massa resultats. No va ser fins a la mort de Davy, l'any 1829, quan Faraday va aturar aquests treballs estèrils i va emprendre nous reptes que foren més esperançadors. Dos anys després, l'any 1831, va començar la seua sèrie de grans experiments, a través dels quals va descobrir la inducció electromagnètica. Joseph Henry també va descobrir l'autoinducció pocs mesos abans, i el treball d'ambdós van poder ser avançat pel treball de Francesco Zantedeschi a Itàlia entre 1829 i 1830.

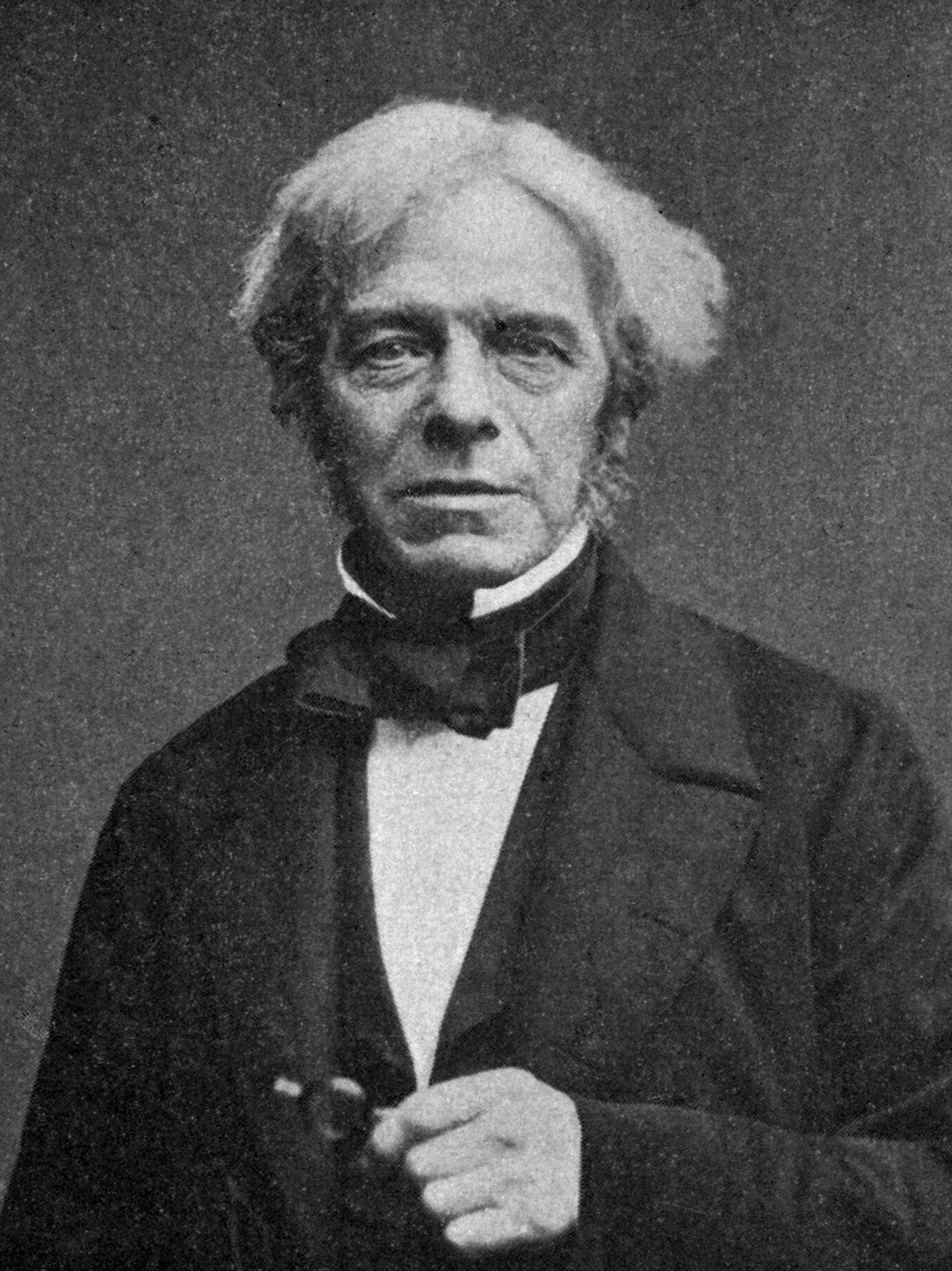
Michael Faraday - circa 1861

El moment culminant va tenir lloc quan va enrotllar dues bobines aïllades al voltant d'un anell de ferro, i va adonar-se que en fer passar corrent per una de les bobines, apareixia momentàniament corrent en l'altra bobina. Aquest fenomen és conegut com a inducció mutua. Aquest dispositiu original encara es conserva a la Royal Institution. En posteriors experiments va descobrir que si feia passar un imant a través del forat d'un d'aquests anells, es generava corrent en la bobina. El corrent també es generava si l'imant romania quiet i el que es movia era l'anell. Les seues demostracions van establir que un camp magnètic canviant produeix un camp elèctric. Aquesta relació va ser modelitzada matemàticament per James Clerk Maxwell com a Llei de Faraday, que posteriorment esdevindria una de les quatre Equacions de Maxwell. Aquestes, al seu torn, va donar lloc a la generalització que avui dia coneguem com a Teoria de camp unificat.
Faraday empraria posteriorment aquest principi per construir la dinamo, l'ancestre dels actuals generadors elèctrics.
L'any 1839 va fer una sèrie d'experiments amb l'objectiu d'investigar la naturalesa fonamental de l'electricitat. Va usar bateries "estàtiques" i "electricitat animal" per produir els fenòmens de l'atracció electroestàtica, l'electròlisi, el magnetisme, etc. Va concloure que, al contrari de l'opinió científica de l'època, les divisions entre diverses "classes" d'electricitat eren il·lusòries. Altrament va proposar que hi havia només una "electricitat", i que els canvis en els valors de quantitat i intensitat (corrent i voltatge) produïen diferents tipus de fenòmens.
Cap a la fi de la seua carrera Faraday va proposar que les forces electromagnètiques s'estenien a l'espai buit al voltant del conductor. Aquesta idea va ser rebutjada pels seus col·legues científics, i Faraday no va viure prou per veure-la finalment acceptada. El concepte de Faraday, de les línies de flux emanant dels cossos carregats i dels imants, va proporcionar la manera de visualitzar els camps elèctrics i magnètics. Aquest model intel·lectual va ser crucial per a l'exitós desenvolupament dels dispositius electromecànics que va dominar l'enginyeria i la indústria durant la resta del segle xix.

### Diamagnetisme

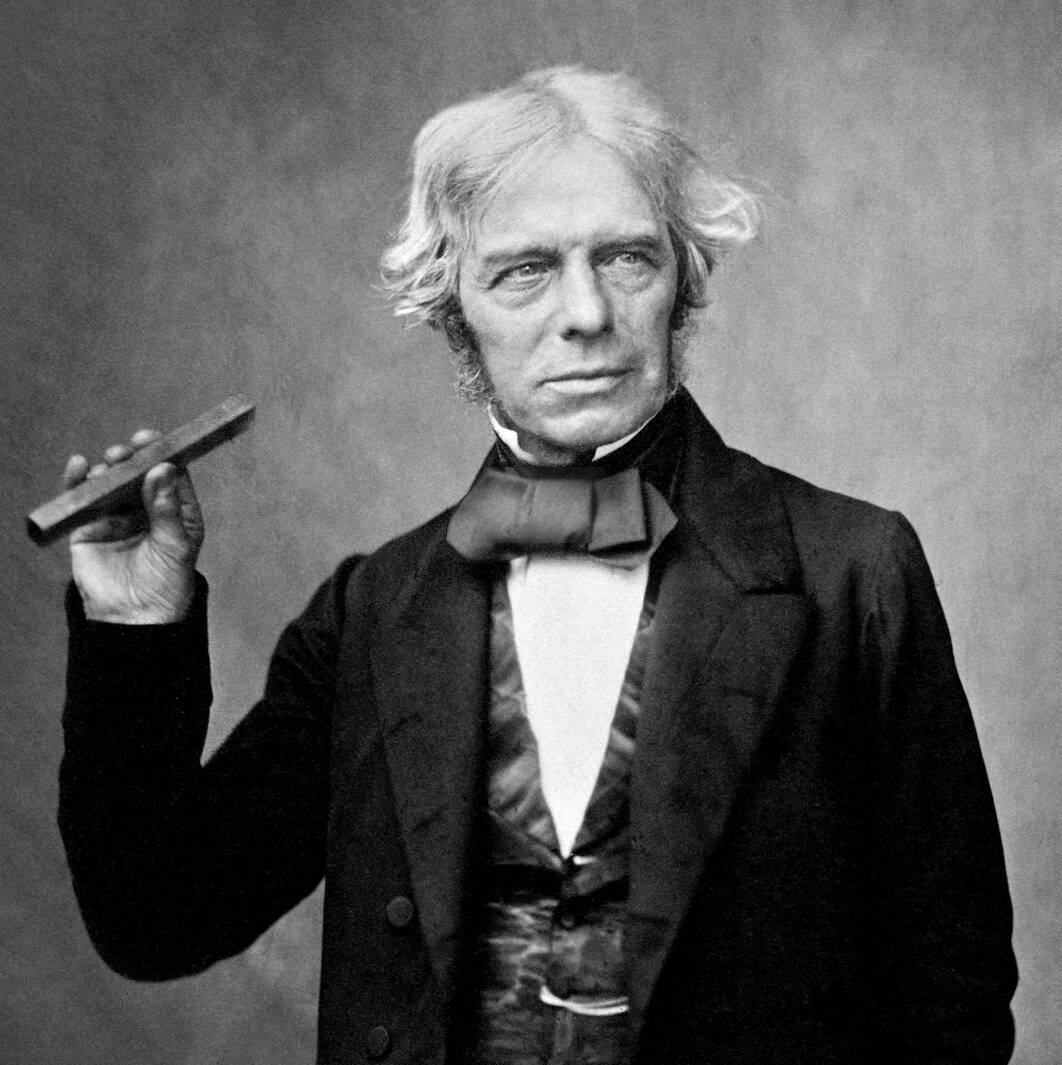
Michael Faraday sostenint una barra de cristall del tipus que va utilitzar l'any 1845 per mostrar que el magnetisme pot afectar la llum en un material dielèctric.

L'any 1845, Faraday va descobrir que molts materials mostraven una feble repulsió front a un camp magnètic, fenomen que anomenà diamagnetisme.
També descobrí que el pla de polarització de la llum polaritzada linealment pot ser girat per l'aplicació d'un camp magnètic extern alineat en la direcció en què es desplaça la llum. Això es denomina actualment efecte Faraday. Va escriure al seu quadern, «Finalment he aconseguit il·luminar una corba magnètica o línia de força i magnetitzar un raig de llum». Això establí que la força magnètica i la llum estaven relacionades.
Al final de la seua vida (1862), Faraday va usar un espectroscopi per cercar una altra alteració de la llum, el canvi de línies espectrals causat per l'aplicació d'un camp magnètic. Malauradament, l'equipament disponible era insuficient per a una determinació clara del canvi espectral. Posteriorment, Pieter Zeeman va utilitzar un aparell millorat per estudiar el mateix fenomen, i en va publicar els resultats l'any 1897, pels quals va rebre el premi Nobel de Física l'any 1902. Tant al seu article de 1897 com al seu discurs d'acceptació del premi Nobel, es va referir al treball de Faraday.

### La gàbia de Faraday

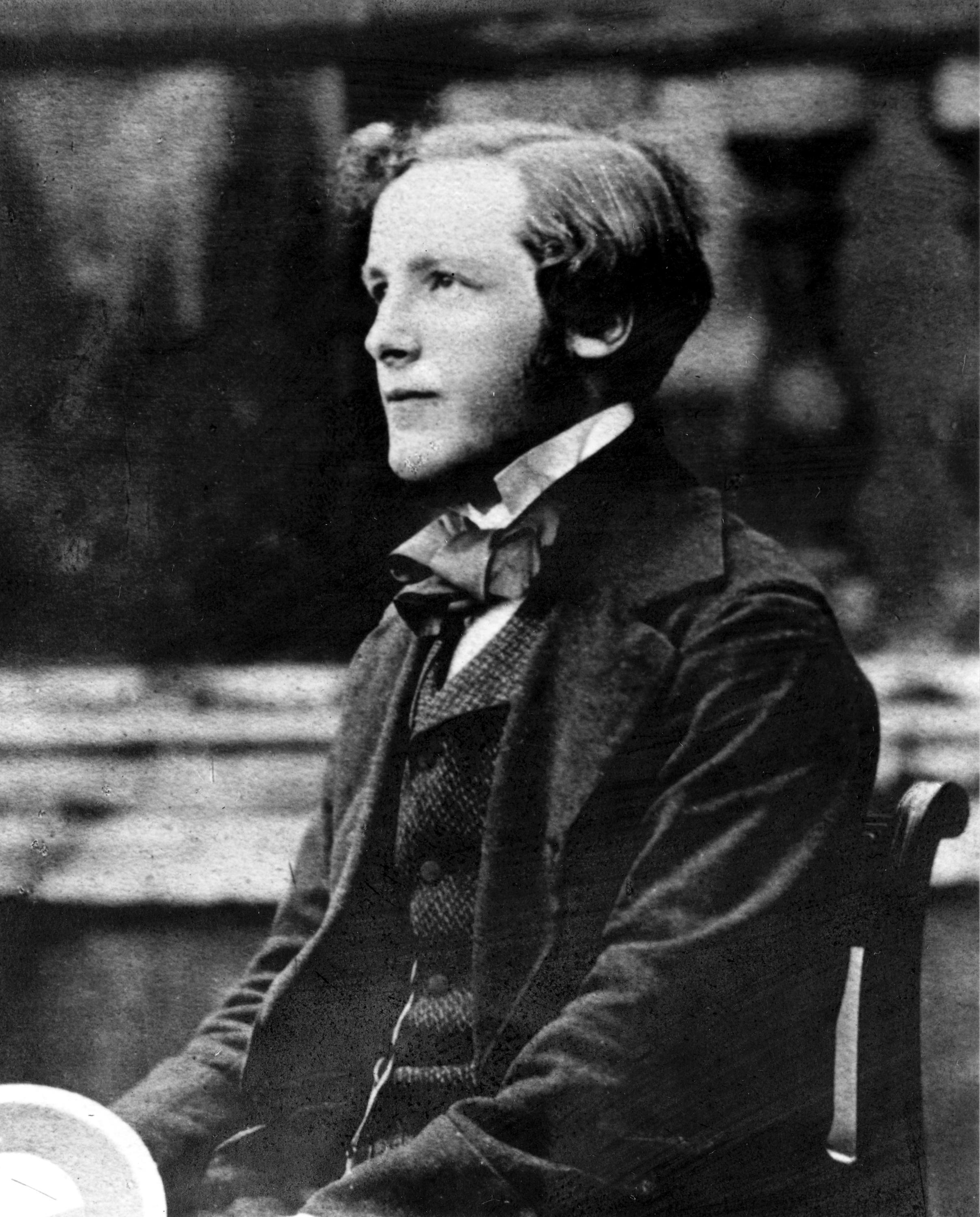
James Clerk Maxwell

En el seu treball sobre l'electricitat estàtica, Faraday va demostrar que la càrrega només resideix en l'exterior d'un conductor carregat, i que la càrrega exterior no influeix en res que estiga tancat dins d'un conductor. Això és degut al fet que les càrregues exteriors es redistribueixen de manera que els camps interiors deguts a elles es cancel·len. Aquest efecte de blindatge es coneix avui dia com gàbia de Faraday.
Faraday va ser un excel·lent experimentador que transmetia les seues idees en llenguatge simple i clar. No obstant això, les seues capacitats matemàtiques no ultrapassaven la trigonometria o l'àlgebra més simple. Va ser James Clerk Maxwell qui, partint de l'obra de Faraday i d'altres, i consolidant-les en un conjunt d'equacions, va establir la base de les modernes teories de tots els fenòmens electromagnètics. Maxwell va escriure que Faraday, amb l'ús que va fer de les línies de camp, «de fet havia estat un matemàtc de primer ordre—a partir del qual els matemàtics del futur podrien derivar valuosos i fèrtils mètodes.»

## Projectes públics

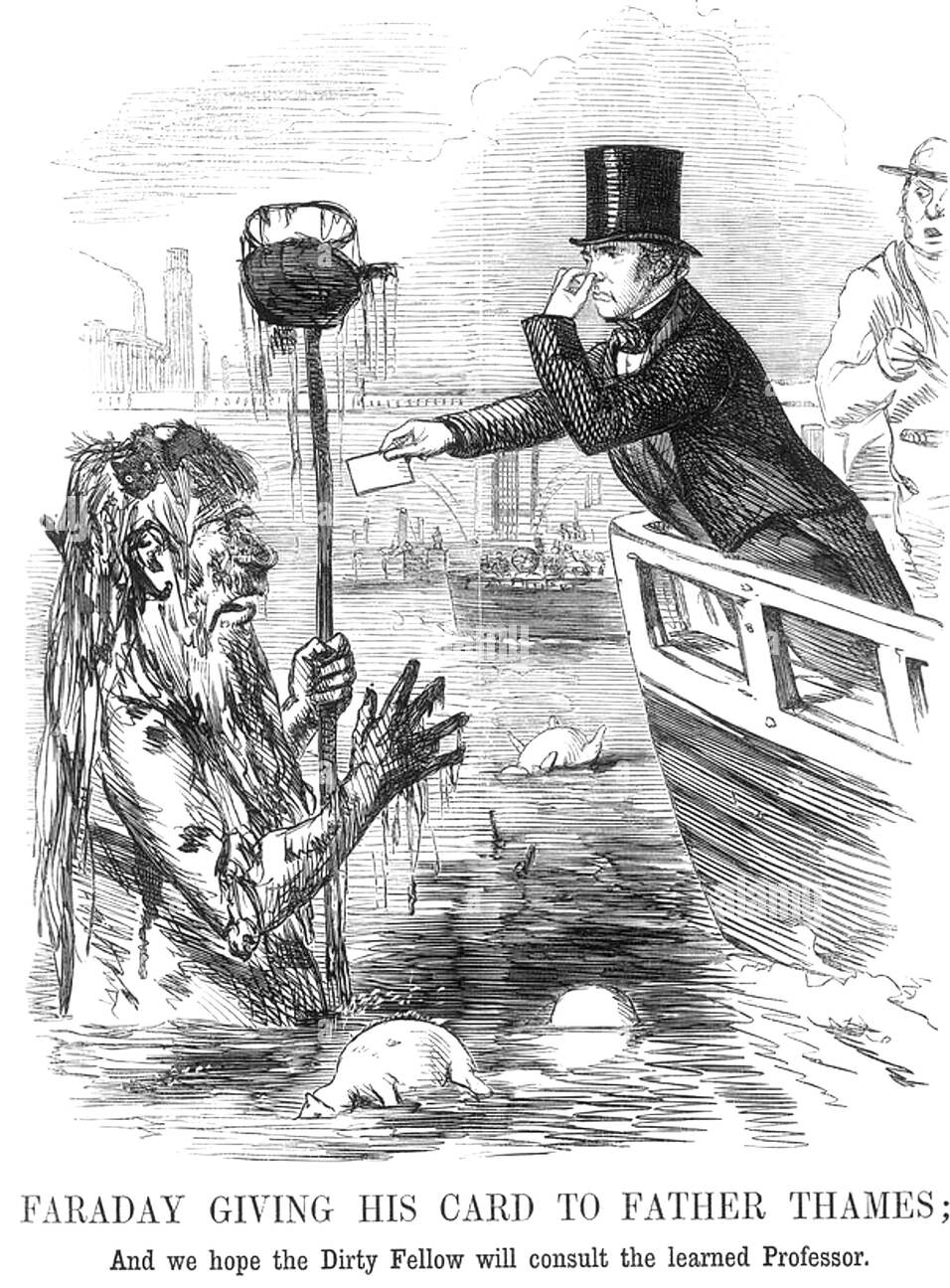
Michael Faraday amb el Pare Tàmesis, a Punch (21 de juliol de 1855)

A banda de la recerca científica que va desenvolupar a la Royal Institution en diferents àmbits, com ara la química, l'electricitat i el magnetisme, Faraday va emprendre nombrosos projectes per a empreses privades i per al Govern Britànic, que de vegades li van requerir molt de temps de treball. Entre d'altres, va investigar les explosions en les mines de carbó, arribant a actuar com a expert en judicis, i va preparar cristalls òptics d'alta qualitat. L'any 1846, en companyia de Charles Lyell, va elaborar un llarg i detallat informe sobre una forta explosió en la mina de carbó de Haswell County Durham, que va matar 95 miners. Llur informe era una meticulosa investigació forense que indicava que la pols de carbó va contribuir a la violència de l'explosió. L'informe hauria d'haver servit per evitar en el futur la possibilitat d'explosions aguditzades per la presència de pols de carbó, però el risc va ser ignorat durant 60 anys més, fins al desastre de la mina de Senghenydd, l'any 1913.
Com a científic respectat en un país de gran tradició i interessos mariners, Faraday va invertir molt de temps en projectes com ara la construcció i operació de fars i la protecció dels baixos dels vaixells front a la corrosió.

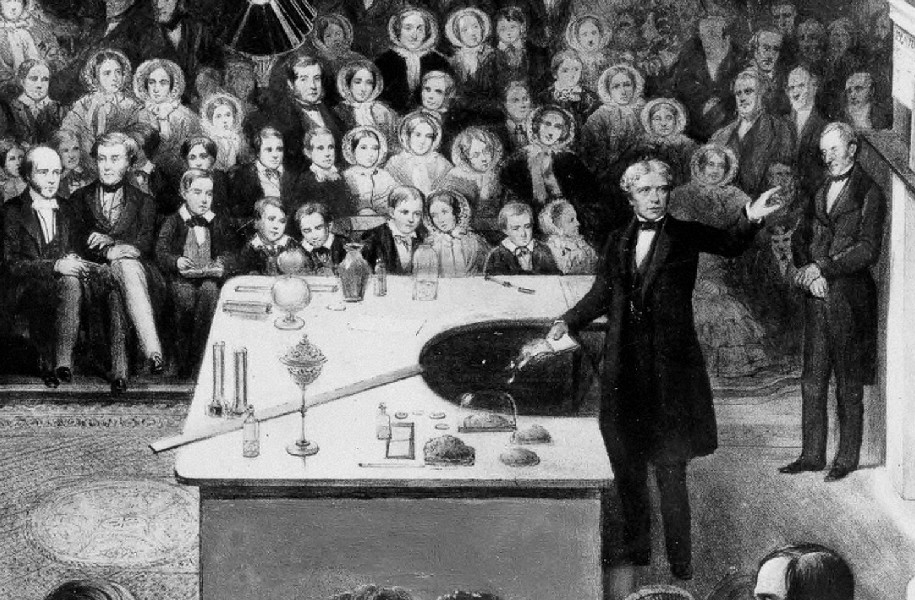
Michael Faraday donant la Lliçó de Nadal l'any 1856.

Faraday també va ser actiu en allò que avui anomenem ciència o enginyeria ambiental. Va investigar la pol·lució industrial a Swansea i va ser consultat sobre la pol·lució de l'aire a la Royal Mint. El juliol del 1855, va escriure una carta a The Times sobre l'horrible estat del riu Tàmesi, que va provocar un acudit gràfic a la revista Punch. (Vegeu també la Gran Pudor.)
Va ajudar amb la planificació i avaluació d'exposicions per a la Gran exposició de 1851 a Londres. També va aconsellar a la National Gallery de Londres sobre la neteja i la protecció de la seua col·lecció artística, i va formar part de la Comissió d'aquesta institució l'any 1857.
L'educació va ser una altra àrea d'interès per a Faraday. Va donar una conferència sobre el tema l'any 1854 a la Royal Institution, i l'any 1862 va ser convocat per la Comissió de l'Escola Pública perquè donara el seu punt de vista sobre l'educació a Gran Bretanya. També va combatre la fascinació popular per l'espiritisme i el mesmerisme. Tant aquests fenòmens com el sistema públic educatiu van ser atacats durament per Faraday.
Va donar una celebrada sèrie de lliçons sobre química i física de les flames a la Royal Institution, titulada La història química d'una espelma. Aquesta va ser una de les primeres Lliçons de Nadal per a joves, que encara continuen impartint-se any rere any. Entre 1827 i 1860, Faraday va impartir aquesta Lliçó de Nadal el nombre rècord de dinou vegades.

## Últims anys

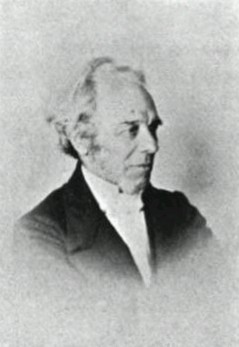
Faraday en edat avançada.

El juliol del 1832, la Universitat d'Oxford va atorgar a Faraday un doctorat honorari en Dret Civil. Durant la seua vida, Faraday va rebutjar el grau de cavaller i dues vegades va rebutjar la presidència de la Royal Society. Va ser un dels vuit membres estrangers elegits per l'Acadèmia Francesa de les Ciències l'any 1844.
L'any 1848, com a resultat de representacions privades del Príncep consort, li va ser concedida una casa de favor i gràcia a Hampton Court, Surrey, lliure de despeses de manteniment. Era la casa de Master Mason, que després rebria el nom de Casa Faraday, i que ara és el núm. 37 de Hampton Court Road. L'any 1858 s'hi va retirar a viure.
Quan el Govern Britànic li va demanar assessorament per a la fabricació d'armament químic per a la Guerra de Crimea (1853-1856), Faraday va refusar de participar-hi adduint raons ètiques.
Morí a sa casa de Hampton Court el 25 d'agost de 1867. Prèviament havia refusat ser enterrat a l'Abadia de Westminster, però hi té una placa, prop de la tomba d'Isaac Newton. Faraday va ser enterrat a la secció glasita (secció no anglicana) del cementiri de Highgate.
Hirshfeld manté a la seva biografia que Faraday va patir crisis nervioses a causa dels seus esforços intel·lectuals per la qual cosa va esdevenir dèbil al final de la seva vida i estava incapacitat per dur a terme cap investigació significativa.

## Commemoracions

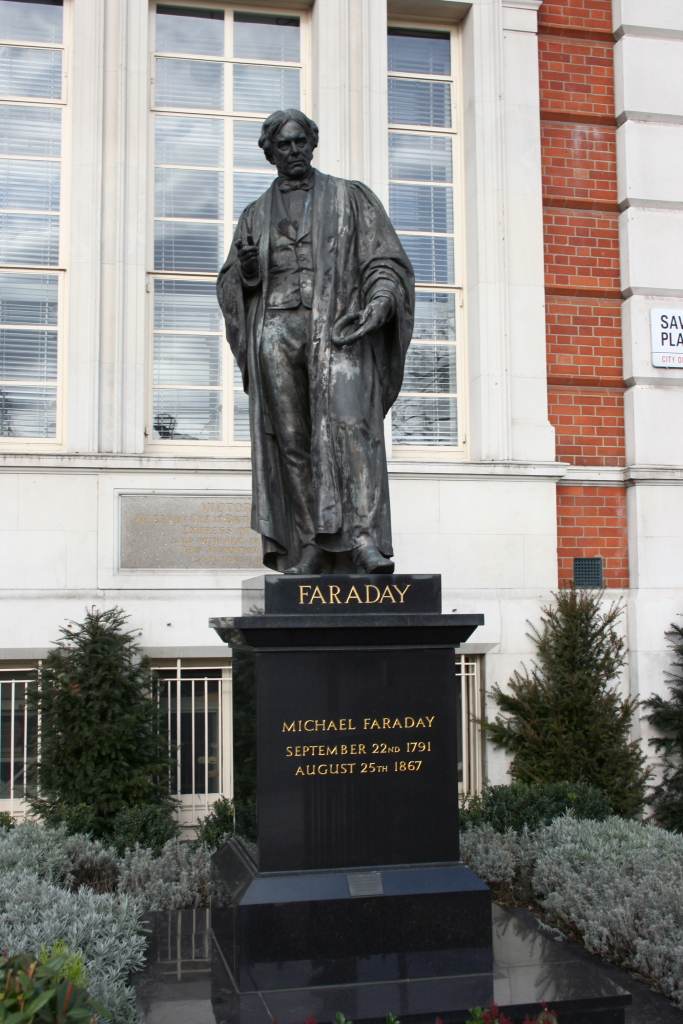
Michael Faraday - estàtua a la Savoy Place, Londres.

Hi ha una estàtua de Faraday a Savoy Place, Londres, a l'exterior de la Institution of Engineering and Technology. També a Londres es troba el Michael Faraday Memorial, dissenyat per l'arquitecte brutalista Rodney Gordon i que es va acabar de construir l'any 1961, que dona a la gran rotonda de l'Elefant i el Castell, prop del lloc de naixement de Faraday a Newington Butts.
Una sala de la Universitat de Loughborough va ser dedicada a Faraday l'any 1960. Prop de l'entrada d'aquesta sala-menjador hi ha una estructura de ferro forjat que representa el símbol d'un transformador elèctric, i a l'interior hi ha un retrat del científic. A la Universitat d'Edimburg hi ha un edifici de cinc plantes que porta el nom de Faraday, com també s'ha fet amb la recent residència universitària de la Brunel University. L'estació oficial britànica a l'Antàrtida es diu Faraday Station en el seu honor.
Hi ha carrers dedicats a Faraday a moltes ciutats britàniques, com ara Londres, Fife, Swindon, Basingstoke, Nottingham, Whitby, Kirkby, Crawley, Newbury (Berkshire), Aylesbury i Stevenage, així com a París (França), Hermsdorf (Alemanya) i Quebec (Canadà).
Des de 1991 fins a 2001, una imatge de Faraday va il·lustrar el revers dels bitllets de 20£ esterlines. La imatge el mostrava donant una lliçó a la Royal Institution amb un aparell magnetoelèctric d'espurna.

## Obra pròpia
Els llibres de Faraday, amb l'excepció de Manipulació química, van ser col·leccions d'articles científics o transcripcions de conferències. Des de la seva mort, el diari de Faraday s'ha publicat, igual que diversos grans volums de les seves cartes i el diari de Faraday dels seus viatges amb Davy el 1813-1815.
- Faraday, Michael. Chemical Manipulation, Being Instructions to Students in Chemistry (en anglès).  John Murray, 1827. 2nd ed. 1830, 3rd ed. 1842
- Faraday, Michael. Experimental Researches in Electricity, vols. i. and ii. (en anglès).  Richard and John Edward Taylor, 1839, 1844.; vol. iii. Richard Taylor and William Francis, 1855
- Faraday, Michael. Experimental Researches in Chemistry and Physics (en anglès).  Taylor and Francis, 1859. ISBN 0850668417.
- Faraday, Michael. W. Crookes. A Course of Six Lectures on the Chemical History of a Candle (en anglès).  Griffin, Bohn & Co., 1861. ISBN 1425519741.
- Faraday, Michael. W. Crookes. On the Various Forces in Nature (en anglès).  Chatto and Windus, 1873.
- Faraday, Michael. T. Martin. Diary (en anglès), 1932–1936. ISBN 0713504390. – publicat en vuit volums; vegeu també el seu diari (2009)
- Faraday, Michael. B. Bowers and L. Symons. Curiosity Perfectly Satisfyed: Faraday's Travels in Europe 1813–1815 (en anglès).  Institution of Electrical Engineers, 1991.
- Faraday, Michael. F. A. J. L. James. The Correspondence of Michael Faraday (en anglès). 1.  INSPEC, Inc., 1991. ISBN 0863412483. – volume 2, 1993; volume 3, 1996; volume 4, 1999
- Faraday, Michael. Alice Jenkins. Michael Faraday's Mental Exercises: An Artisan Essay Circle in Regency London (en anglès).  Liverpool, UK: Liverpool University Press, 2008.
- Course of six lectures on the various forces of matter, and their relations to each other London; Glasgow: R. Griffin, 1860. (en anglès)
- The liquefaction of gases Edinburgh: W. F. Clay, 1896.(en anglès)
- The letters of Faraday and Schoenbein 1836–1862. With notes, comments and references to contemporary letters London: Williams & Norgate 1899.(en anglès)